# مارثا ألتر
مارثا ألتر (بالإنجليزية: Martha Alter)‏ هي ملحنة أمريكية، ولدت في 8 فبراير 1904 في نيو بلومفيلد في الولايات المتحدة، وتوفيت في 1976.